# Cantó de Ceyzériat
El cantó de Ceyzériat (en francés canton de Ceyzériat) és una divisió administrativa francesa del departament de l'Ain. Té 22 municipis i el cap és Ceyzériat.

## Municipis
- Certines
- Ceyzériat
- Chalamont
- Châtenay
- Châtillon-la-Palud
- Crans
- Dompierre-sur-Veyle
- Druillat
- Journans
- Lent
- Montagnat
- Le Plantay
- Revonnas
- Saint-André-sur-Vieux-Jonc
- Saint-Just
- Saint-Martin-du-Mont
- Saint-Nizier-le-Désert
- Servas
- Tossiat
- La Tranclière
- Versailleux
- Villette-sur-Ain

## Demografia
Abans 2015 el cantó comptava amb 11 municipis.
| 1962                                            | 1968  | 1975  | 1982  | 1990  | 1999  | 2008  | 2015   |
| 4.804                                           | 5.304 | 5.606 | 6.434 | 6.948 | 7.898 | 8.878 | 25.504 |
| ----------------------------------------------- | ----- | ----- | ----- | ----- | ----- | ----- | ------ |
| A partir de 1990: Població sense dobles comptes |       |       |       |       |       |       |        |

## Consellers departamentals
| Data d'elecció                           | Identitat         | Partit                     | Qualitat |
| ---------------------------------------- | ----------------- | -------------------------- | -------- |
| 1945-1976                                | Émile Bouvard     | radical                    |          |
| 1976-1994                                | Jean Rappy        | RPR                        |          |
| 1994-2001                                | Bernard Chanel    | Divers gauche              |          |
| 2001-2015                                | Jean-Yves Flochon | Divers droite, després UMP |          |
| les dades anteriors no són pas conegudes |                   |                            |          |
|                                          |                   |                            |          |

| Data d'elecció | Identitat         | Partit        | Qualitat |
| -------------- | ----------------- | ------------- | -------- |
| 2015 -         | Jean-Yves Flochon | LR            |          |
| 2015 -         | Martine Tabouret  | Divers droite |          |